# ريتشارد لي ميتكالف
ريتشارد لي ميتكالف هو محرر وصحفي وسياسي أمريكي، ولد في 11 أكتوبر 1861 في ألتون في الولايات المتحدة، وتوفي في 31 مارس 1954 في أوماها في الولايات المتحدة. نشط حزبياً في الحزب الديمقراطي.